# Beetzendorf
Beetzendorf település Németországban, azon belül Szász-Anhalt tartományban. Lakosainak száma 3021 fő (2023. december 31.). Beetzendorf Brome, Apenburg-Winterfeld, Kuhfelde, Jübar és Rohrberg községekkel határos.

## Népesség
A település népességének változása:
| Lakosok száma | 3190 | 3170 | 3083 | 3052 | 3021 |
|               | 2017 | 2019 | 2021 | 2022 | 2023 |